# Провинциальные штаты (Франция)
Провинциальные штаты (фр. États provinciaux) во Франции — сословно-представительные учреждения провинций старой Франции; представляли собой в миниатюре то же, чем по отношению ко всей стране были генеральные штаты. Просуществовали в отдельных провинциях вплоть до революции.

## История

### Происхождение
Происхождение провинциальных штатов менее ясно исторически, чем происхождение генеральных штатов. По-видимому, провинциальные штаты сформировались мало-помалу и не одновременно в различных областях: в некоторых областях, как в Лангедоке, собрания штатов существовали уже в первой половине XIII века, то есть задолго до созыва первых генеральных штатов при Филиппе Красивом.
Некоторые исследователи связывают происхождение провинциальных штатов с феодальными куриями, которые окружали герцогов и других феодальных государей; когда, начиная с XIII в., в эти курии начали получать доступ также и представители третьего сословия, наряду с высшим духовенством и феодальным дворянством, то эти собрания, состоявшие из лиц всех трёх сословий феодального общества, получили название «собраний трех сословий» или «штатов», которые, в отличие от возникших в XIV в. генеральных штатов королевства, стали называть провинциальными штатами.
По другому взгляду, провинциальные штаты возникли в связи с теми же финансовыми вопросами, которые вызвали к жизни и генеральные штаты. Защитники последней гипотезы отрицают существование собраний штатов ранее XIV в., находя, что те собрания XIII в., которые защитники первого из двух приведенных взглядов принимают за собрания штатов, не заключают в себе всех характерных признаков последних.

### Время создания
Также остается невыясненным, было ли время, когда все области-провинции Франции имели свои провинциальные штаты. Во всяком случае, начиная с XVII в., когда история их выступает более отчетливо, провинциальные штаты уже не представляют собой учреждения общего для всей страны: наряду с областями, имевшими свои штаты (так называемые pays d’états), существовала целая группа областей, в которых функции штатов выполнялись особым коллегиальным учреждением полубюрократического характера, так называемыми выборными коллегиями (Elections), откуда и название областей второго типа, — без провинциальных штатов, но с избирательным правом (Pays d élection, то есть «выборные области»; первоначально члены «выборных коллегий» действительно были выборными, но начиная с XVI века они превратились в наследственных обладателей своих должностей, приобретавшихся путём купли-продажи).

### Упразднение
С эпохи Ришельё многие области, одна за другой, теряют свои штаты, переходя таким образом в разряд «выборных областей». Упразднение провинциальных штатов той или другой области совершалось обыкновенно бесшумно, незаметно, без всякого торжественного законодательного акта: для этого был очень простой способ — штаты просто переставали созываться королём, которому принадлежала прерогатива их созыва.
Это постепенное сокращение учреждения провинциальных штатов являлось в последние два столетия старой французской монархии симптомом того же процесса, что и постепенный упадок, и, наконец, исчезновение генеральных штатов, — процесса постепенного превращения сословной и административно децентрализованной монархии в монархию абсолютную и бюрократически-централизованную.
Провинциальные штаты, однако, пережили генеральные штаты: последние фактически прекратили своё существование с 1615 года, а провинциальные штаты просуществовали в отдельных областях вплоть до великой революции. Это были окраинные области, в том числе три больших (Лангедок, Бретань и Бургундия) и до двух десятков менее значительных, частью совсем ничтожных по своим размерам областей. Все области, сохранившие свои штаты до конца старого порядка, составляли четыре территориальные группы, взаимно разобщенные «выборными областями». Самой значительной из этих групп была южная, обнимавшая собой, кроме Лангедока, Прованс, Беарн, графство Фуа, Наварру, Бигорр, Суль, Небузан, Четыре Долины (фр. Quatre-Vallées, Бастилию и Лабур. Затем, по значительности территориальных размеров, следовала группа восточная (Бургундия, Маконнэ, Бресс, Бюжей, Жекс и Домб); далее — на западе одна большая область — Бретань и на севере три небольших области — Артуа, Фландрия и Камбре. К числу областей со штатами принадлежала, наконец, и Корсика.

## Организация
Провинциальные штаты, возникнув в различное время, при различных условиях и помимо какого-либо общего законодательного и регламентирующего акта, в различных областях отличались в своей организации большим разнообразием, и даже там, где можно до известной степени говорить об «общих правилах», приходится постоянно встречаться и с «исключениями».

### Общие правила
- Собрания штатов состояли из «трёх сословий»: духовенства, дворянства и третьего сословия; но в числе второстепенных областей были штаты, в которых отсутствовали либо одно из привилегированных сословий (как духовенство во Фландрии), или оба привилегированных сословия (как в области Лабур); тем не менее и эти не всесословные собрания носили также наименование штатов.
- Каждое из сословий представляло собой особую «палату», из которых каждая заседала отдельно (как это имело место и в генеральных штатах), причём внутри каждой палаты вопросы решались большинством голосов всех наличных членов, а «постановление штатов» определялось или согласным результатом голосования во всех трёх палатах, или же большинством двух голосов (двух палат) против одного. Но и здесь встречаются исключения: например, в Лангедоке все сословия заседали вместе и дела решались простым большинством голосов.
- За исключением тех штатов, где духовенство отсутствовало, председательство в собраниях штатов принадлежало всегда старшему из членов этого сословия (старшему по чину и положению); так, в Лангедоке «прирождённым председателем» штатов был архиепископ нарбоннский, в Бургундии — епископ отёнский, в Бретани — епископ реннский и т. д.

Влияние отдельных сословий в провинциальных штатах было неодинаково в различных областях. В одних (как в Лангедоке, в Камбре) преобладающую роль играло духовенство, в других (как в Бретани, в Беарне) — дворянство, в третьих (как в Провансе, во Фландрии) — третье сословие, которое в некоторых областях было настоящим хозяином местных штатов.

### Представительство
Кем представлялось каждое сословие в провинциальных штатах? Представительства в строгом смысле здесь не было, так как право быть депутатом того или другого сословия в провинциальных штатах было связано по большей части не с избранием, а с привилегией, связанной, в свою очередь, либо с известным официальным положением, либо с обладанием известным земельным участком («фьефом»), либо с принадлежностью к известной фамилии, либо с известной корпорацией.

#### Духовенство
«Депутатами духовенства» являлись в провинциальных штатах обладатели местных архиепископских и епископских кафедр, аббаты и приоры монастырей, делегаты соборных капитулов. За исключением этих делегатов, все остальные являлись «прирожденными депутатами» духовенства в местных провинциальных штатах, совершенно независимо от чьего бы то ни было выбора; приходское духовенство, то есть огромное большинство сословия, не имело никакого участия — ни активного, ни пассивного — в провинциальных штатах. Таким образом, за исключением делегатов капитулов, остальные «депутаты духовенства» в провинциальных штатах никого в сущности не представляли, кроме себя самих.

#### Дворянство
Приблизительно в таком же положении находилось и «представительство» дворянства. Так, в Лангедоке дворянство «представлено» было в местных штатах двадцатью тремя дворянами-собственниками двадцати трёх «благородных фьефов» (одного графства, одного виконтства и 21 баронии), причём право депутатства было связано не с лицом и даже не с фамилией, а с данной землей («фьефом»). Каждый из этих 23 привилегированных дворян имел право послать вместо себя в собрание штатов любого дворянина в качестве своего заместителя. В некоторых из южных областей право дворянского представительства в провинциальных штатах было до такой степени тесно связано с землей, что, например, в области Фуа оно обуславливалось исключительно обладанием одним из 50 «благородных фьефов», независимо от происхождения собственника: любой горожанин или разбогатевший крестьянин, приобретя один из «фьефов», получал право представлять дворянство в собраниях местных штатов.
Зато были области, где право голоса в собраниях штатов принадлежало поголовно всем достигшим совершеннолетия дворянам. Так было в Бретани, Бургундии, Беарне. Благодаря этому в собраниях штатов Бретани имело право участвовать до тысячи дворян, среди которых было немало совершенно захудалых, живших крестьянским или чёрнорабочим трудом. В XVII—XVIII веках были приняты меры к ограничению этого права: требовались по меньшей мере столетняя давность дворянского звания, обладание известной земельной собственностью в пределах области и, наконец, ежегодный доход не менее тысячи ливров. В силу подобных же ограничений, введенных в Бургундии в XVII в., от участия в местных штатах были устранены почти все мелкое дворянство и дворяне-новички (получившие дворянское достоинство в силу королевского пожалования или в силу обладания известной должностью), так что фактически право это сделалось привилегией незначительного меньшинства.

#### Третье сословие
Участие третьего сословия в провинциальных штатах носит тот же характер неравномерности и отсутствия начала представительства; за несколькими единичными исключениями, оно было привилегией более или менее незначительного меньшинства. Правом этим, за исключением нескольких маленьких областей с мало развитой городской жизнью, располагали исключительно города, но и последние далеко не равномерно. Были известные привилегированные города (обыкновенно более старые), посылавшие одного или более депутатов, но наряду с ними было много городов (иногда большинство), которые такого права не имели. В Лангедоке из двух с половиной тысяч населенных мест только сто сорок имели право посылать представителей в местные штаты, причем каждая городская община пользовалась этим правом лишь раз в пять лет. В Бургундии привилегированные города разделялись на три группы, с различной степенью участия в провинциальных штатах. В Бретани, где насчитывалось более двух тысяч населенных мест, только сорок два города имели право представительства в местных штатах. Исключение составляли лишь несколько маленьких областей с почти исключительно деревенским населением, выделявшихся своим демократическим устройством. Так, в области Четырёх Долин (в Пиренеях) местные штаты состояли из бессословного (фактически крестьянского) представительства каждой из четырех долин, из которых каждая имела свои особые собрания, где выбирались, между прочим, и депутаты в провинциальные штаты. Эти штаты собирались раз в год и в одно заседание кончали все дела, то есть голосовали налоги и утверждали статьи расходов: других дел у них и не было. В этой области совсем не было городов; среди депутатов бывало немало лиц, не умевших ни читать, ни писать. Но за немногими исключениями этого рода, представительство в третьем сословии было в общем также привилегией меньшинства, как и представительство обоих привилегированных сословий. Депутатами от городов были обыкновенно мэры или консулы (городские головы), которые первоначально были выборными; но в XVII и XVIII столетиях в большинстве городов эти должности занимались либо в силу купли-продажи (и вытекавшей из неё наследственности), либо в силу королевского назначения, так что и с этой стороны начало представительства потерпело существенное ограничение.

### Право созыва
Право созыва провинциальных штатов принадлежало, прямо или косвенно (через местного интенданта), королевской власти. Этим правом последняя неоднократно пользовалась для того, чтобы либо временно приостановить функционирование штатов в той или другой области, либо фактически прекратить их существование, либо, наконец, рассрочить их созыв на более продолжительные промежутки времени; так, бургундские штаты созывались в XVIII в. лишь через три года, бретонские — только через два, хотя первоначально они созывались ежегодно, как и штаты прочих областей; последнее осталось общим правилом (с отмеченными исключениями) и в последнюю пору старого порядка.

### Ведомство
Провинциальные штаты заведовали, главным образом, финансами. В принципе, им принадлежало право ставить на голосование налоги; первоначально, в эпоху «сословной монархии», оно заключалось в праве соглашаться или не соглашаться на установление тех или других временных или постоянных сборов в пользу королевской казны, но с постепенным превращением «традиционной монархии» в «монархию абсолютную», право это, так сказать, выветрилось: от него сохранилась лишь наружная оболочка. Правда, штаты по-прежнему продолжали голосовать каждый раз «доброхотный дар» в пользу королевской казны, но добровольность эта была простой фикцией, потому что фактически штаты не могли отказать королю в «даре».
От былого права соглашаться или не соглашаться сохранилось до конца лишь право рядиться и выторговывать более или менее значительные уступки с запрошенной правительством суммы; так, правительство запрашивает однажды у штатов Артуа 600 000 ливров; штаты предлагают сначала половину; правительство спускает немного, штаты немного накидывают; в конце концов сходятся на цифре 400 000 ливров, которая и вотируется как «доброхотный дар».
Тем не менее и в том урезанном виде, в каком сохранилось под конец первоначальное право штатов в финансовом вопросе, оно составляло значительное преимущество этих областей, сравнительно с «выборными областями», в двух отношениях: 
1. сумма «доброхотного дара» была все-таки значительно меньше той, которую бы пришлось платить населению провинции в королевскую казну в случае приравнивания области в податном отношении к областям без штатов;
2. раскладка податей и их взимание в областях со штатами были вполне независимы от чиновников королевского фиска, которые наводили настоящий ужас на податное население «выборных областей».

## В XVIII веке
Перед самой революцией имела место попытка возродить это учреждение под названием провинциальных собраний (Assemblées provinciales), учреждённых в 1787 г. в тех областях, которые не имели штатов; в следующем году были восстановлены в некоторых областях их древние штаты, хотя и с существенными изменениями; но эта попытка, от которой ожидали многого, не успела дать сколько-нибудь заметных плодов, так как объявленный в конце 1788 г. созыв генеральных штатов, а затем деятельность этих штатов, преобразовавшихся в национальное собрание, поставили ребром вопрос о коренном пересмотре всего «старого порядка»; вместе с тем все учреждения последнего одно за другим быстро сходят со сцены — в том числе и оставшиеся провинциальные штаты, и старые, и преобразованные, вместе со своим новым изданием в виде провинциальных собраний.